# Star Command
Pour les articles homonymes, voir Star Command (homonymie).
Star Command est un jeu vidéo de stratégie développé et publié par Strategic Simulations à partir de 1988 sur Amiga, Atari ST et IBM PC. Le jeu se déroule dans un univers de science-fiction et est basé sur le jeu de plateau Star Command,,. Le jeu a obtenu l'Oscar US du meilleur jeu de science-fiction de 1987.

## Accueil
| Star Command      |      |       |
| Média             | Nat. | Notes |
| Dragon Magazine   | US   | 4.5/5 |
| Jeux et Stratégie | FR   | 4/5   |